# Ingrannes
Ingrannes település Franciaországban, Loiret megyében. Lakosainak száma 543 fő (2022. január 1.). Ingrannes Courcy-aux-Loges, Chambon-la-Forêt, Chilleurs-aux-Bois, Nibelle, Seichebrières, Sully-la-Chapelle, Vitry-aux-Loges és Vrigny községekkel határos.

## Népesség
A település népességének változása:
| Lakosok száma | 284  | 293  | 330  | 467  | 521  | 519  | 537  | 556  | 550  | 543  |
|               | 1968 | 1982 | 1990 | 2006 | 2013 | 2015 | 2017 | 2019 | 2020 | 2022 |